# بييشتاني

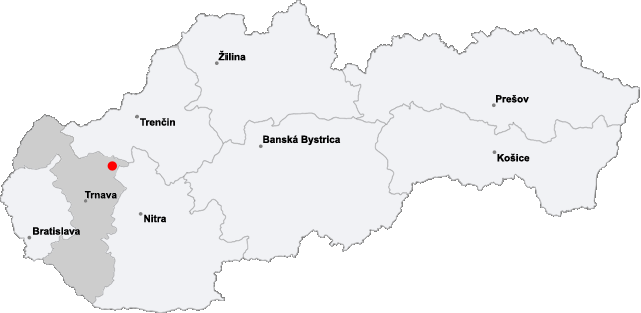
موقع بيشتاني في سلوفاكيا

بيشتاني (بالسلوفاكية:Piešťany) مدينة سلوفاكية. بلغ عدد سكانها حوالي 30,000 نسمة حسب تعداد عام 2006. تشتهر بأنها مدينة المنتجعات، حيث يسافر إليها الكثيرون للعلاج الطبيعي.

## المناخ
يظهر الجدول التالي التغييرات المناخية على مدار السنة لبييشتاني:
| البيانات المناخية لـبييشتاني      | البيانات المناخية لـبييشتاني | البيانات المناخية لـبييشتاني | البيانات المناخية لـبييشتاني | البيانات المناخية لـبييشتاني | البيانات المناخية لـبييشتاني | البيانات المناخية لـبييشتاني | البيانات المناخية لـبييشتاني | البيانات المناخية لـبييشتاني | البيانات المناخية لـبييشتاني | البيانات المناخية لـبييشتاني | البيانات المناخية لـبييشتاني | البيانات المناخية لـبييشتاني | البيانات المناخية لـبييشتاني |
| الشهر                             | يناير                        | فبراير                       | مارس                         | أبريل                        | مايو                         | يونيو                        | يوليو                        | أغسطس                        | سبتمبر                       | أكتوبر                       | نوفمبر                       | ديسمبر                       | المعدل السنوي                |
| --------------------------------- | ---------------------------- | ---------------------------- | ---------------------------- | ---------------------------- | ---------------------------- | ---------------------------- | ---------------------------- | ---------------------------- | ---------------------------- | ---------------------------- | ---------------------------- | ---------------------------- | ---------------------------- |
| متوسط درجة الحرارة الكبرى °م (°ف) | 2 (35)                       | 4 (40)                       | 10 (49)                      | 16 (60)                      | 21 (70)                      | 24 (75)                      | 26 (79)                      | 26 (79)                      | 21 (70)                      | 15 (59)                      | 7 (45)                       | 3 (37)                       | 15 (58)                      |
| متوسط درجة الحرارة الصغرى °م (°ف) | −4 (25)                      | −3 (26)                      | 0 (33)                       | 4 (40)                       | 9 (49)                       | 12 (54)                      | 14 (56)                      | 14 (57)                      | 10 (50)                      | 6 (43)                       | 2 (35)                       | −2 (28)                      | 5 (41)                       |
| الهطول سم (إنش)                   | 1.78 (0.70)                  | 2.11 (0.83)                  | 2.15 (0.85)                  | 3.15 (1.24)                  | 3.83 (1.51)                  | 4.90 (1.93)                  | 4.83 (1.90)                  | 3.53 (1.39)                  | 4.05 (1.59)                  | 2.89 (1.14)                  | 3.09 (1.22)                  | 3.85 (1.12)                  | 40.16 (15.42)                |
| المصدر: MSN Weather               |                              |                              |                              |                              |                              |                              |                              |                              |                              |                              |                              |                              |                              |

## توأمة
لبييشتاني اتفاقيات توأمة مع كل من:
- Poděbrady [الإنجليزية]‏
- هينولا
- مونتيفاغو
- إيلات
- Hajdúnánás [الإنجليزية]‏
- Ustroń [الإنجليزية]‏
- Varaždinske Toplice [الإنجليزية]‏
- Luhačovice [الإنجليزية]‏
- بكين

## معرض الصور

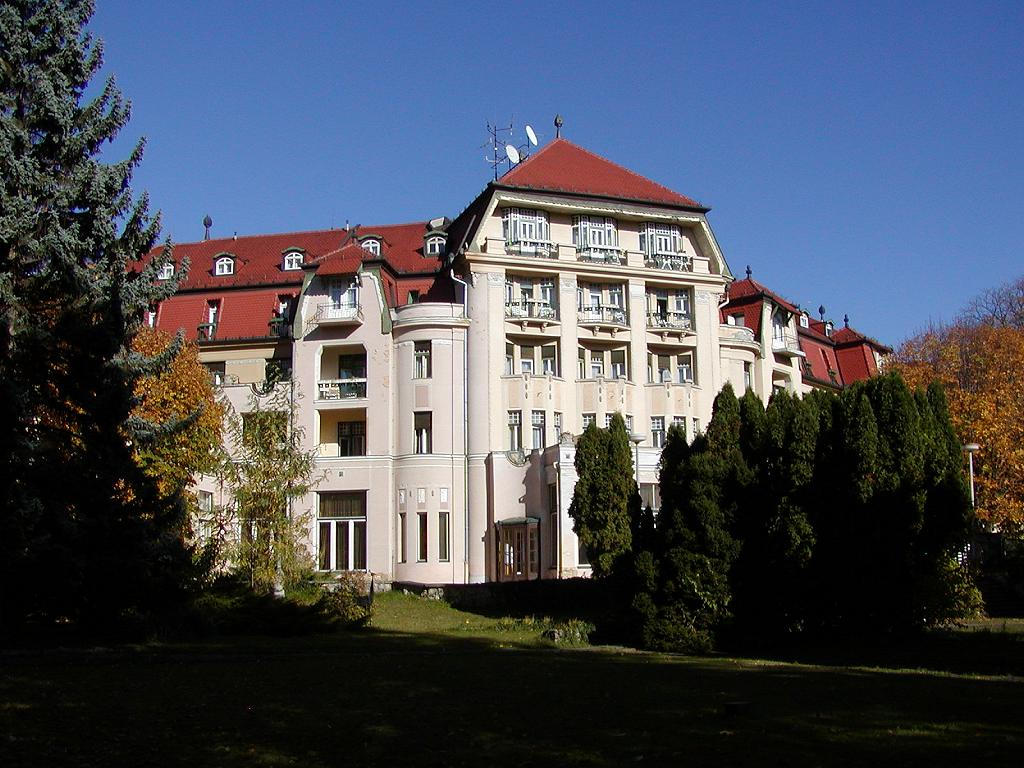
فندق ثرميا بلاس
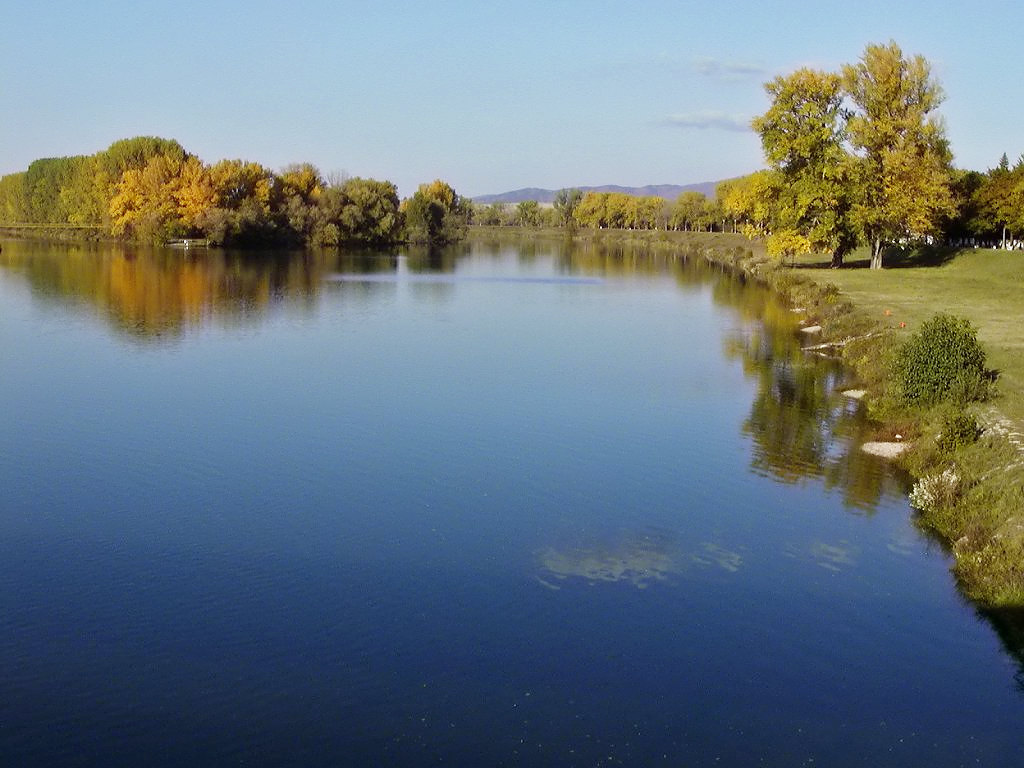
نهر فاه Váh في بيشتاني
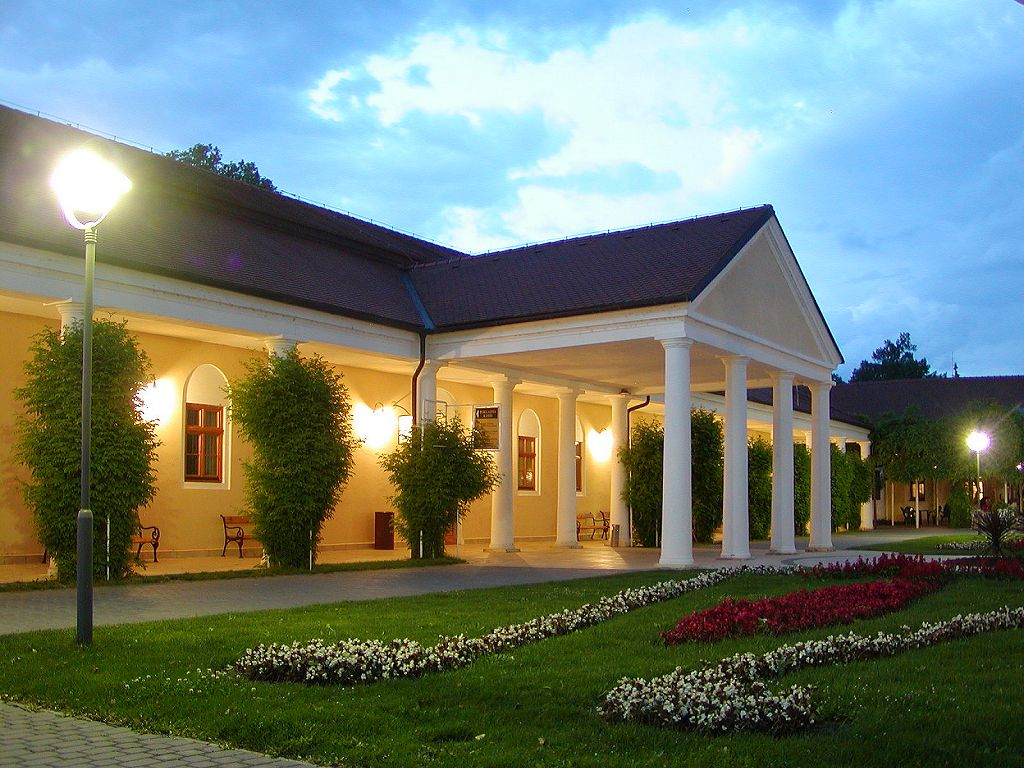
منتجع نابوليون
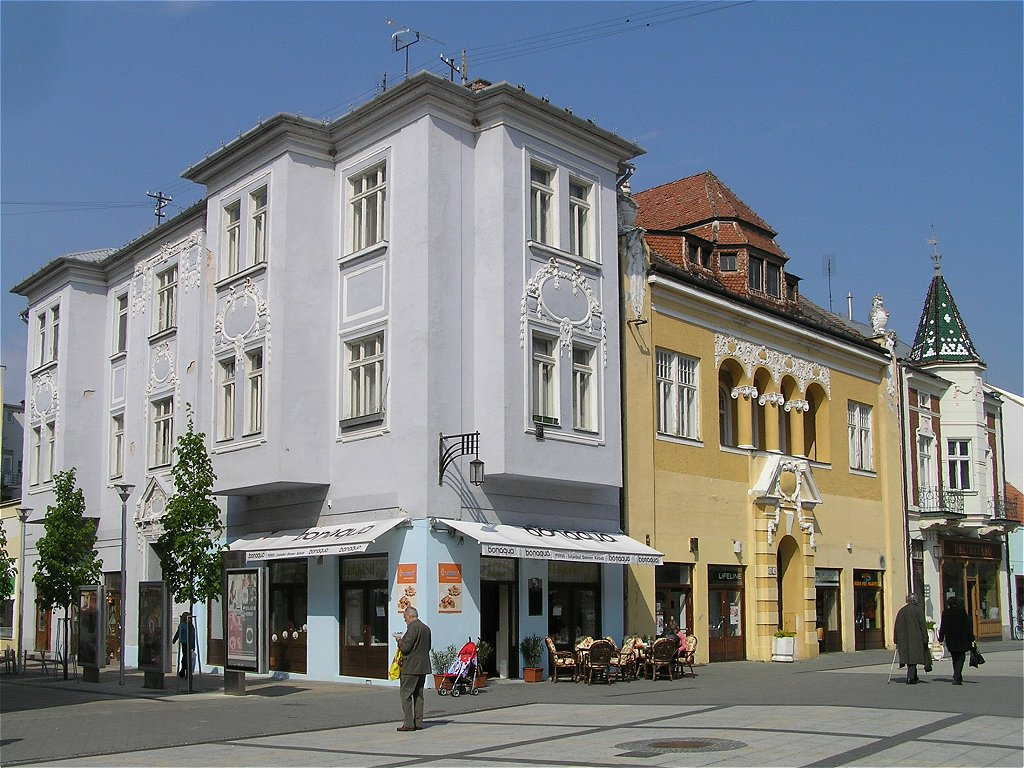
شارع الشتاء Winterova ulica في المدينة
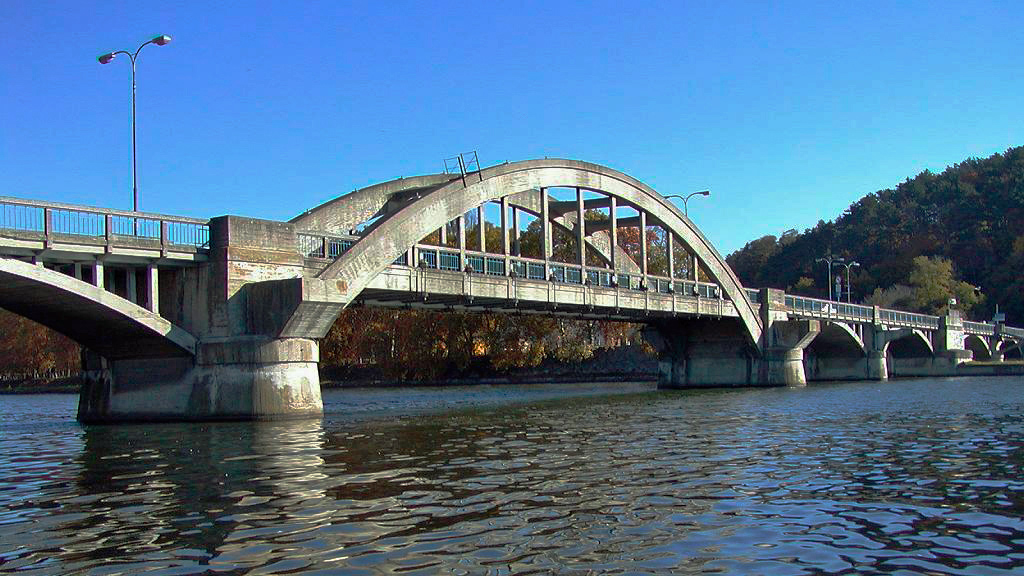
جسر كراجينسكي
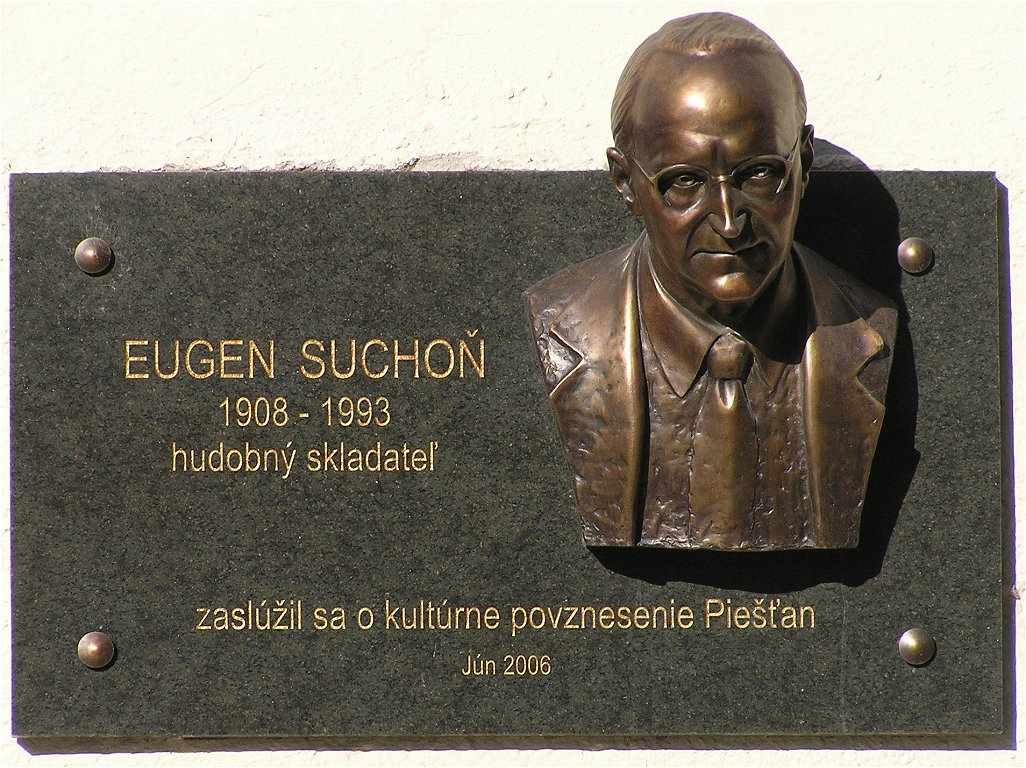
تمثال الموسيقار أويجن سوشون

## أعلام
- ميلان أنتال
- برانيسلاف ستانكوفيتش
- لودميلا سيرفانوفا
- فلاديمير هاغارا
- إيمريش ستاشو
- جانا جريكوفا
- فيليب هولوشكو
- جانوس درابال